# Linea di successione al trono di Norvegia

Lo stemma della monarchia norvegese.

La linea di successione al trono di Norvegia segue attualmente il criterio della primogenitura eguale, che significa che il trono spetta al figlio primogenito indipendentemente dal sesso. 
Fino al 1990, in Norvegia, era in vigore la legge salica, che escludeva le donne dalla successione al trono. Attualmente, invece, l'erede al trono è il primogenito, indipendentemente dal sesso. Questa norma, tuttavia, non è retroattiva e si applica solo ai discendenti del principe Haakon Magnus.

## Linea di successione
La linea di successione al trono di Norvegia è la seguente:
- Sua maestà re Harald V di Norvegia, nato nel 1937, figlio di re Olav V di Norvegia e attuale sovrano della Norvegia
  - 1. Sua altezza reale il principe ereditario Haakon Magnus, nato nel 1973, figlio del re Harald V di Norvegia
    - 2. Sua altezza reale la principessa Ingrid Alexandra, nata nel 2004, figlia di Haakon Magnus
    - 3. Sua altezza il principe Sverre Magnus, nato nel 2005, figlio di Haakon Magnus

  - 4. Sua altezza la principessa Märtha Louise nata nel 1971, figlia del re Harald V di Norvegia
    - 5. Maud Angelica Behn, nata nel 2003. prima figlia di Märtha Louise
    - 6. Leah Isadora Behn, nata nel 2005, seconda figlia di Märtha Louise
    - 7. Emma Tallulah Behn, nata nel 2008, terza figlia di Märtha Louise

Legenda:
- : simbolo di un sovrano precedente.
- : simbolo del sovrano regnante.